# Into the West – In den Westen
In den Westen (Originaltitel: Into the West) ist eine Miniserie, die aus sechs 90-minütigen Filmen besteht und von Steven Spielberg und DreamWorks produziert wurde. Als Regisseur der Reihe fungierte Robert Dornhelm. In den USA wurde sie vom 10. Juni bis zum 15. Juli 2005 ausgestrahlt. In Deutschland zeigte Premiere sie als sechs Doppelfolgen vom 6. Mai bis zum 10. Juni 2006.
Die Serie wird aus der Sicht des weißen Amerikaners Jacob Wheeler (Matthew Settle) und des Lakota-Indianers Den die Büffel lieben (Joseph M. Marshall III.) erzählt. Sie beschreibt in einem Zeitraum von 1820, dem Jahr der ersten Expedition durch den Westen nach Kalifornien, bis 1895, als der Westen als vollständig erschlossen galt, das Leben der Familien der beiden Erzähler über mehrere Generationen hinweg. Es kommen reale wie fiktive Personen und Ereignisse vor, die Teil der Handlung sind.
Es kommen etwa 250 Charaktere in der Miniserie vor. Darüber hinaus wirkten 15.000 Komparsen mit.
In den USA ist Into the West auf DVD erschienen. Unter dem Bonusmaterial befinden sich Interviews mit den Produzenten, dem Regisseur und den Schauspielern.
Inzwischen ist auch in Deutschland eine DVD-Box erschienen, die neben den sechs Episoden auf drei DVDs auch eine Bonus-Disc mit umfangreichem Zusatzmaterial enthält.

## Handlung

### Episode 1: Aufbruch
Den die Büffel lieben beschäftigt eine Vision, die ihm ankündigt, dass seine Kultur von der des weißen Mannes zerstört werden wird. Jacob Wheeler ist als Stellmacher in Virginia unzufrieden und schließt sich dem Siedlertreck um Jedediah Smith an. Er kehrt mit der Schwester von Den die Büffel lieben, Frau mit dem Donnerherz, als seiner Ehefrau zurück.

### Episode 2: Überleben
Jacob und seine Frau ziehen mit weiteren Familienmitgliedern auf einer beschwerlichen Fahrt mit einer Siedlerkolonne nach Kalifornien. Auf dem Weg sterben einige Siedler und auch Jacob bleibt allein zurück, schwer verletzt. 

Unter den Lakotas kommt Streit auf, ob sie die Technologie des weißen Mannes zu ihrem Vorteil annehmen sollen oder nicht.

### Episode 3: Goldrausch
1849 bricht der Goldrausch in Kalifornien aus. Auch Jethro Wheeler, der nun mit Frau mit dem Donnerherz zusammenlebt, erliegt der Gier, die ihm zum Verhängnis wird. Deren Tochter Margret Heller Schein findet in der Stadt ihren Vater Jacob wieder und einen Ehemann.
Die Lakotas und andere Indianerstämme unterzeichnen einen Vertrag mit der amerikanischen Armee, müssen jedoch erkennen, dass dies ihnen keinen Frieden bringt.

### Episode 4: Das eiserne Pferd
Während des Baus der Eisenbahn vom Atlantik zum Pazifik wird die Geschichte weiterer Wheelers erzählt, die der Stellmacher Wheeler um Robert und Clara, die des Arbeiters Abe Wheeler und die des Armeescouts Jacob Wheeler Jr.
Margret Heller Schein schließt sich den Cheyenne an und wird in ihren Stamm aufgenommen. Sie kehrt zur indianischen Kultur ihrer Mutter zurück, bis die US-Armee entgegen entsprechender Friedensverträge das Dorf der Cheyenne zerstört und sie gefangen nimmt.

### Episode 5: Wissen ist Macht
Unter der Führung von Crazy Horse (Tatanka Means) verteidigen die Lakota-Indianer die heiligen Black Hills. Sie besiegen die Armee von US-General Custer bei Little Big Horn. Doch der Sieg führt zu noch größerem Hass gegen die Indianer. Inzwischen wird Margaret (Irene Bedard) in ein Reservat gebracht, wo sie versucht, mit der traurigen Situation fertigzuwerden.

### Episode 6: Geistertanz
Ein mysteriöser Schamane verheißt den Indianern mit dem Geistertanz die Befreiung ihres Landes. Doch die Brutalität der US-Armee erreicht mit dem Massaker von Wounded Knee ihren Höhepunkt. Jacob und Den Die Büffel Lieben sind wieder vereint. Wird die finstere Vision von Den Die Büffel Lieben wahr oder birgt der Ghost Dance eine hoffnungsvolle Zukunft?

## Kritik
„Steven Spielberg entromantisiert die amerikanischen Gründergeschichte: ein ungleicher Kampf, den moderne Waffenführung und militärische Skrupellosigkeit entschieden.“

„Am Beispiel einer Familie visualisiert die epische Miniserie optisch eindrucksvoll und historisch weitgehend präzise die wichtigsten Stationen der Erschließung des so genannten Wilden Westens: Aufbruch, Goldrausch, Eisenbahnbau, Oregon-Treck, Indianerkriege, Christianisierung. Obwohl das Hauptaugenmerk auf den Pionieren liegt, spart der Film nicht die Geschichte der amerikanischen Ureinwohner aus.“